# Oltre Savio
L'Oltre Savio è un quartiere urbano di Cesena, situato nella parte centro-occidentale della città. Il suo sviluppo urbano è iniziato alla fine degli anni quaranta del Novecento con l'estendersi della città oltre il fiume Savio (di qui il nome), ed è stato rapido e imponente fino a tutti gli anni Settanta. 
Si estende su una superficie di 18,48 km² ed è il quartiere più popoloso, contando circa 20 000 abitanti. 
Nel suo territorio rientrano le zone urbane di Torre del Moro, Santa Maria della Speranza, San Rocco, Villarco,  le frazioni di Diegaro, Borgo Paglia, San Mauro in Valle, Settecrociari, Massa, Monticino e Tipano. 
In questo quartiere sorge il Parco urbano dell'Ippodromo, e alcuni impianti sportivi quali, l'Ippodromo del Savio e il Palazzetto dello sport denominato Carisport, il Campo di Atletica e la Piscina comunale.